# Rakutî, Semenivka
Rakutî (în ucraineană Ракути) este un sat în comuna Ivanivka din raionul Semenivka, regiunea Cernihiv, Ucraina.

## Demografie
Componența lingvistică a localității Rakutî
     Ucraineană (66,67%)
     Rusă (33,33%)
Conform recensământului din 2001, majoritatea populației localității Rakutî era vorbitoare de ucraineană (66,67%), existând în minoritate și vorbitori de rusă (33,33%).